# كاسلفينيا: سيمفوني أوف ذا نايت
كاسلفينيا: سيمفوني أوف ذا نايت (بالإنجليزية: Castlevania: Symphony of the Night)‏ (باليابانية: 悪魔城ドラキュラX 月下の夜想曲) ، هي لعبة إلكترونية من نوع مغامرات ، أنتجت من قبل شركة كونامي سنة 1997م.

## قصة اللعبة
تبدأ أحداث اللعبة مع نهاية الجزء السابق حيث يتواجه ريكتر بيلمونت مع دراكولا، بعد انتصار ريكتر تختفي قلعة دراكولا و التي من المفترض أنها تعود للظهور كل 100 سنة، لكن بشكل غامض و مفاجئ تعود القلعة للظهور بعد 5 سنوات.
بطل القصة هو ألوكارد و الذي هو ابن دراكولا و يحمل اسمه بطريقة معكوسة، ينطلق ألوكارد نحو القلعة ليتخلص من الأشرار فيها حيث يدخل في مسارات أشبه بالمتاهة و يلتقي بعدد من الشخصيات و الوحوش في طريقه.

## وصلات خارجية
- كاسلفينيا: سيمفوني أوف ذا نايت على موقع IMDb (الإنجليزية)
- كاسلفينيا: سيمفوني أوف ذا نايت على موبي غيمز